# 튀링겐의 총리
이 문서는 튀링겐주의 역대 주총리를 다루는 문서이다. 튀링겐 주의 주총리는 1920년에 처음 탄생하였으며 동독의 지방 개편에 따라 1952년에 사라진 후 1990년에 독일이 통일됨에 따라 다시 탄생하였다. 현재 주총리는 좌파당 소속의 보도 라멜로프이다.

## 주총리 목록
| 대수                           | 대수 | 성명 | 성명                              | 소속                       | 재임 기간                                         |
| ------------------------------ | ---- | ---- | --------------------------------- | -------------------------- | ------------------------------------------------- |
| 바이마르 공화국                |      |      |                                   |                            |                                                   |
|                                | 1    |      | 아르놀드 파울센 (1864-1942)       | 독일 민주당                | 1919년 7월 14일 ~ 1920년 4월 30일                 |
|                                | 2    |      | 아우구스트 프뢸리흐 (1867-1964)   | 독일 사회민주당            | 1920년 5월 1일 ~ 1920년 11월 11일                 |
|                                | 3    |      | 아르놀드 파울센 (1864-1942)       | 독일 민주당                | 1920년 11월 11일 ~ 1921년 10월 6일                |
|                                | 4    |      | 아우구스트 프뢸리흐 (1867-1964)   | 독일 사회민주당            | 1921년 10월 7일 ~ 1924년 2월 21일                 |
|                                | 5    |      | 리처드 로이트호이서 (1867-1945)   | 독일 인민당                | 1924년 2월 21일 ~ 1928년 11월 6일                 |
|                                | 6    |      | 아르놀드 파울센 (1864-1942)       | 독일 민주당                | 1928년 11월 6일 ~ 1930년 1월 22일                 |
|                                | 7    |      | 어윈 바움 (1868-1950)             | 연합당                     | 1930년 1월 23일 ~ 1932년 8월 26일                 |
|                                | 8    |      | 프리츠 자우켈 (1894-1946)         | 국가사회주의 독일 노동자당 | 1932년 8월 26일 ~ 1933년 5월 8일                  |
| 나치 독일                      |      |      |                                   |                            |                                                   |
|                                | 9    |      | 빌리 마슐러 (1893-1952)           | 국가사회주의 독일 노동자당 | 1933년 5월 8일 ~ 1945년 4월 12일                  |
| 군정기 / 동독 (1952-1990 폐지) |      |      |                                   |                            |                                                   |
|                                | 10   |      | 칼 뮐러 (1868-1950)               | 무소속                     | 1945년 4월 12일 ~ 1945년 5월 7일                  |
|                                | 11   |      | 허먼 브릴 (1895-1959)             | 독일 사회민주당            | 1945년 5월 7일 ~ 1945년 7월 16일                  |
|                                | 12   |      | 루돌프 폴 (1893-1978)             | 무소속                     | 1945년 7월 16일 ~ 1947년 9월 1일                  |
|                                | 13   |      | 베너 이거라스 (1900-1977)         | 독일 통일사회당            | 1945년 5월 7일 ~ 1945년 7월 16일                  |
| 독일연방공화국                 |      |      |                                   |                            |                                                   |
|                                | 1    |      | 요제프 두하치 (1938-)             | 독일 기독교민주연합        | 1990년 11월 8일 ~ 1992년 2월 5일                  |
|                                | 2    |      | 베르하르트 포겔 (1932-)           | 독일 기독교민주연합        | 1992년 2월 5일 ~ 2003년 6월 5일                   |
|                                | 3    |      | 디터 알트하우스 (1958-)           | 독일 기독교민주연합        | 2003년 6월 5일 ~ 2009년 10월 30일                 |
|                                | 4    |      | 크리스티네 리베르크네히트 (1958-) | 독일 기독교민주연합        | 2009년 10월 30일 ~ 2014년 12월 5일                |
|                                | 5    |      | 보도 라멜로 (1956-)               | 좌파당                     | 2014년 12월 5일 ~ 2020년 2월 5일 2020년 3월 4일 ~ |
|                                | 6    |      | 토마스 켐머리히 (1965-)           | 자유민주당                 | 2020년 2월 5일 ~ 2020년 3월 4일                   |

## 같이 보기
- 튀링겐 주의회